# Elektronisk handel
 Der er for få eller ingen kildehenvisninger i denne artikel, hvilket er et problem. Du kan hjælpe ved at angive troværdige kilder til de påstande, som fremføres i artiklen.

E-handel (også: e-hand(e)len, e-handler, e-handlerne) er handel via et datanet, fx internettet via en webshop. E-handel defineres som handel der foregår elektronisk. Det kan f.eks. være bestilling igennem en webshop, eller en bestilling over en email. Der er tale om både varer og services. 

## Omfang og udvikling
I Europa er Danmark et af de ledende lande indenfor E-handel. De 5 Lande i Europa hvor den største andel af befolkningen handler online, er i Norge (63%), Danmark (59%), England (57%), Holland (56%) efterfulgt af Sverige (53%). E-handel vokser fortsat meget hurtigt og har længe udvist tocifrede årlige vækstrater. I juli 2016 kunne Dansk Erhverv annoncere, at e-handlen over de seneste 12 måneder var nået over 100 mia. kr.

## Politiske repræsentanter
I Danmark repræsenterer erhvervsorganisationen Dansk Erhverv de forskellige brancher, som opererer med e-handel, herunder især detailhandlen, gående fra de traditionelle fysiske butikker til omnichannel-virksomheder (dvs. som både sælger via fysiske butikker og via nethandel) samt rene webshops. 
Desuden varetager brancheorganisationen Foreningen for Dansk Internet Handel (FDIH) de rent webhandlendes interesser. 